# 헤이팅 대수
순서론과 논리학에서 헤이팅 대수(영어: Heyting algebra)는 직관 논리의 명제들의 격자와 유사한 성질을 갖는 격자이다. 고전 논리를 나타내는 불 대수에서 일부 조건을 약화시켜 얻은 개념이다.

## 정의
헤이팅 대수(영어: Heyting algebra)는 다음 조건을 만족시키는 이항 연산 {\displaystyle \implies \colon H\times H\to H}이 갖추어져 있는 유계 격자 {\displaystyle (H,\leq ,\land ,\lor ,\top \,\bot ,\implies )}이다.
- (함의의 성질) 모든 {\displaystyle a,b,c\in H}에 대하여, {\displaystyle c\land a\leq b}와 {\displaystyle c\leq a\implies b}가 서로 동치이다.

주어진 격자 {\displaystyle (H,\leq ,\land ,\lor )} 위에 헤이팅 대수 구조가 존재한다면, 이 구조는 유일하다. 헤이팅 대수의 정의는 범주론적으로 다음과 같이 기술할 수 있다. 헤이팅 대수는 다음 조건을 만족시키는 (범주로 간주한) 부분 순서 집합 {\displaystyle (P,\leq )}이다.
- ({\displaystyle \land } 및 {\displaystyle \top }의 존재) 모든 유한 극한이 존재한다.
- ({\displaystyle \lor } 및 {\displaystyle \bot }의 존재) 모든 유한 쌍대극한이 존재한다.
- ({\displaystyle \implies }의 존재) {\displaystyle P}는 데카르트 닫힌 범주이다.

헤이팅 대수에서의 부정 {\displaystyle \lnot \colon H\to H}은 최소 원소(거짓)를 함의하는 것이다.
{\displaystyle \lnot a=a\implies \bot }

## 성질

### 함의 관계
다음과 같은 함의 관계가 성립한다.
|             |   |                |   | 완비 격자 | ⇐ | 완비 헤이팅 대수 | ⇐ | 완비 불 대수 |
|             |   |                |   |           |   |                  |   | ⇓            |
|             |   |                |   | ⇓         |   | ⇓                |   | 시그마 대수  |
|             |   |                |   |           |   |                  |   | ⇓            |
| 원순서 집합 | ⇐ | 부분 순서 집합 | ⇐ | 유계 격자 | ⇐ | 헤이팅 대수      | ⇐ | 불 대수      |

### 불 대수가 될 조건
헤이팅 대수 {\displaystyle H}에 대하여, 다음 조건들이 서로 동치이다.
- {\displaystyle H}는 불 대수이다.
- (이중 부정의 삭제) {\displaystyle \lnot \lnot \colon H\to H}는 항등 함수이다.
- (배중률) 모든 원소 {\displaystyle a\in H}에 대하여, {\displaystyle a\lor \lnot a=\top }이다.

## 예
불 대수는 헤이팅 대수를 이룬다. 이 경우, 함의 연산은
{\displaystyle a\implies b=\lnot a\lor b}
이다.
위상 공간 {\displaystyle X}의 열린집합들의 (포함 관계에 대한) 부분 순서 집합은 완비 헤이팅 대수를 이룬다. 이 경우 헤이팅 대수의 각 연산은 다음과 같다.
| 위상수학                                                                                  | 완비 헤이팅 대수                                           |
| ----------------------------------------------------------------------------------------- | ---------------------------------------------------------- |
| {\displaystyle U\subset V}                                                                | {\displaystyle U\leq V}                                    |
| {\displaystyle X}                                                                         | {\displaystyle \top }                                      |
| {\displaystyle \varnothing }                                                              | {\displaystyle \bot }                                      |
| {\displaystyle U\cap V}                                                                   | {\displaystyle U\land V}                                   |
| {\displaystyle U\cup V}                                                                   | {\displaystyle U\lor V}                                    |
| {\displaystyle \textstyle \operatorname {int} \left(\bigcap _{\alpha }U_{\alpha }\right)} | {\displaystyle \textstyle \bigwedge _{\alpha }U_{\alpha }} |
| {\displaystyle \textstyle \bigcup _{\alpha }U_{\alpha }}                                  | {\displaystyle \textstyle \bigvee _{\alpha }U_{\alpha }}   |
| {\displaystyle \operatorname {int} \left((X\setminus U)\cup V\right)}                     | {\displaystyle U\implies V}                                |
| {\displaystyle \operatorname {int} (X\setminus U)}                                        | {\displaystyle \lnot U}                                    |

직관 명제 논리에서, 명제들의 격자는 헤이팅 대수를 이룬다. 마찬가지로, 모든 헤이팅 대수는 어떤 초직관 논리의 명제 격자와 동형이다.
(작은) 토포스에서, 모든 대상의 부분 대상의 부분 순서 집합은 헤이팅 대수를 이룬다. 즉, 토포스의 내부 논리는 직관 논리이다.

## 역사
아런트 헤이팅이 직관 논리를 형식화하기 위하여 도입하였다.

## 같이 보기
- 초직관 논리